# Idioma fiyiano
El idioma fiyiano (autoglotónimo: Na vosa vaka-Viti) es una lengua austronesia de la familia malayo-polinesia hablada por unos 350,000–450,000 fiyianos de origen étnico como idioma nativo. La Constitución de 2013 estableció al fiyiano como idioma oficial de Fiyi, junto con el inglés y el hindi fiyiano, y se discute sobre su establecimiento como "idioma nacional". El fiyiano es una lengua VOS.
El fiyiano estándar se basa en el habla de Bau, el cual es una lengua fiyiana oriental.
Una forma pidginizada es utilizada por muchos indofiyianos y chinos de origen étnico en las islas, mientras que el indostánico pidgin es usado por muchos indofiyianos de origen étnico rurales.

## Aspectos históricos, sociales y culturales

### Historia de la lengua
El fiyiano fue introducido por los primeros colonizadores hace 3500 años. Durante mucho tiempo, fue el único idioma que se hablaba en Fiyi.
En 1835, misioneros metodistas de Australia trabajaron en Fiyi y desarrollaron una versión escrita del idioma. Para 1840, ya habían inventado un sistema de escritura y habían publicado varios libros en diferentes dialectos del idioma. 
Desde la independencia de Fiyi en 1970, el fiyiano ha sido utilizado en la radio, en la televisión, en libros y periódicos y en las escuelas.

### Debate sobre el idioma nacional
En mayo y junio de 2005, una serie de isleños fiyianos prominentes pidieron que se promoviera el estatus del idioma fiyiano. No era un idioma oficial en el país antes de la adopción de la Constitución de 1997, la cual lo hizo cooficial con el inglés y el hindi fiyiano; sin embargo, aún no es una asignatura obligatoria en las escuelas. El actual[¿cuándo?] Ministro de Educación, Ro Teimumu Kepa, ha respaldado los llamamientos al igual que el Jefe del Gran Consejo de Jefes, Ratu Ovini Bokini. Apelaciones similares por parte del Director del Instituto de Lengua y Cultura de Fiyi, Misiwini Qereqeretabua y por parte de Apolonia Tamata, una profesora de educación superior en lingüística en la Universidad del Pacífico Sur de Suva, han dicho que el reconocimiento del idioma fiyiano es esencial para la identidad básica de la nación y actúa como factor unificador en la sociedad multicultural de Fiyi.
El líder del Partido Laborista de Fiyi, Mahendra Chaudhry, también respaldó la petición de que el fiyiano se convierta en idioma nacional y en una asignatura obligatoria si se otorga el mismo estatus al hindi fiyiano, una posición a la que hizo eco Krishna Vilas del Comité Nacional de Reconciliación.

## Descripción lingüística

### Fonología y escritura

#### Fonología
Los fonemas consonánticos del fiyiano se muestran en la siguiente tabla:
|                   |               | Labial | Coronal | Palatal | Velar |
| ----------------- | ------------- | ------ | ------- | ------- | ----- |
| Nasal             | Nasal         | m      | n       |         | ŋ     |
| Oclusiva          | sorda         | (p)    | t       |         | k     |
| Oclusiva          | prenasalizada | ᵐb     | ⁿd      |         | ᵑɡ    |
| Fricativa         | sorda         | (f)    | s       |         | (x)   |
| Fricativa         | sonora        | β      | ð       |         |       |
| Vibrante múltiple | simple        |        | r       |         |       |
| Vibrante múltiple | prenasalizada |        | ᶯɖʳ     |         |       |
| Aproximante       | Aproximante   | w      | l       | j       | (h)   |

La consonante escrita como ⟨dr⟩ ha sido descrita como una vibrante múltiple prenasalizada [nr] o como una fricativa vibrante múltiple [ndr], sin embargo; rara vez se pronuncia con una vibración múltiple; la característica principal que la distingue de una ⟨d⟩ es que es postalveolar, [ɳɖ], en vez de dental/alveolar.
Los sonidos, [p] y [f], ocurren únicamente en préstamos de otros idiomas. Los sonidos, [x] y [h], sólo ocurren en hablantes de ciertas regiones del país.
Nótese la diferencia en el punto de articulación entre los pares de fricativas sonoras y sordas: [β] bilabial vs. [f] labiodental y [ð] dental vs. [s] alveolar.
Los fonemas vocálicos son:
|         | Anterior | Anterior | Central | Central | Posterior | Posterior |
| corta   | larga    | corta    | larga   | corta   | larga     |           |
| ------- | -------- | -------- | ------- | ------- | --------- | --------- |
| Cerrada | i        | iː       |         |         | u         | uː        |
| Media   | e        | eː       |         |         | o         | oː        |
| Abierta |          |          | a       | aː      |           |           |

|                   |     | Segundo componente | Segundo componente |
| /i/               | /u/ |                    |                    |
| ----------------- | --- | ------------------ | ------------------ |
| Primer componente | /e/ | ei̯                 | eu̯                 |
| Primer componente | /o/ | oi̯                 | ou̯                 |
| Primer componente | /a/ | ai̯                 | au̯                 |

Además del diptongo creciente, i̯u.